# Chromosom 13 (Mensch)

Idiogramm des menschlichen Chromosoms 13

Schema eines akrozentrischen und eines metazentrischen Metaphasechromosoms

Chromosom 13 ist eines von 23 Chromosomen-Paaren des Menschen. Ein normaler Mensch hat in den meisten seiner Zellen zwei weitgehend identische Kopien dieses Chromosoms. Das Chromosom 13 ist ein akrozentrisches Chromosom, das heißt, es hat ein endständiges Zentromer. Es ist das größte akrozentrische Chromosom des Menschen. Mit 6,5 Genen pro 1 Million Basenpaare hat es die geringste Gendichte aller menschlichen Chromosomen.

## Entschlüsselung des Chromosoms 13
Das Chromosom 13 besteht aus 114 Millionen Basenpaaren. Ein Basenpaar ist die kleinste Informationseinheit der DNA. Das Chromosom 13 enthält etwa 3,5 bis 4 % der gesamten DNA einer menschlichen Zelle. Die Identifizierung der Gene auf diesem Chromosom ist der Teil eines laufenden Prozesses zur Entschlüsselung des menschlichen Erbgutes. Auf dem Chromosom 13 befinden sich zwischen 300 und 700 Gene. Bisher sind 356 davon bekannt.

## Bekannte Gene auf dem Chromosom 13
Das Chromosom 13 enthält unter anderem folgende Gene:
- BRCA2
- Faktor VII
- Faktor X: Thrombokinase

## Medizinische Bedeutung

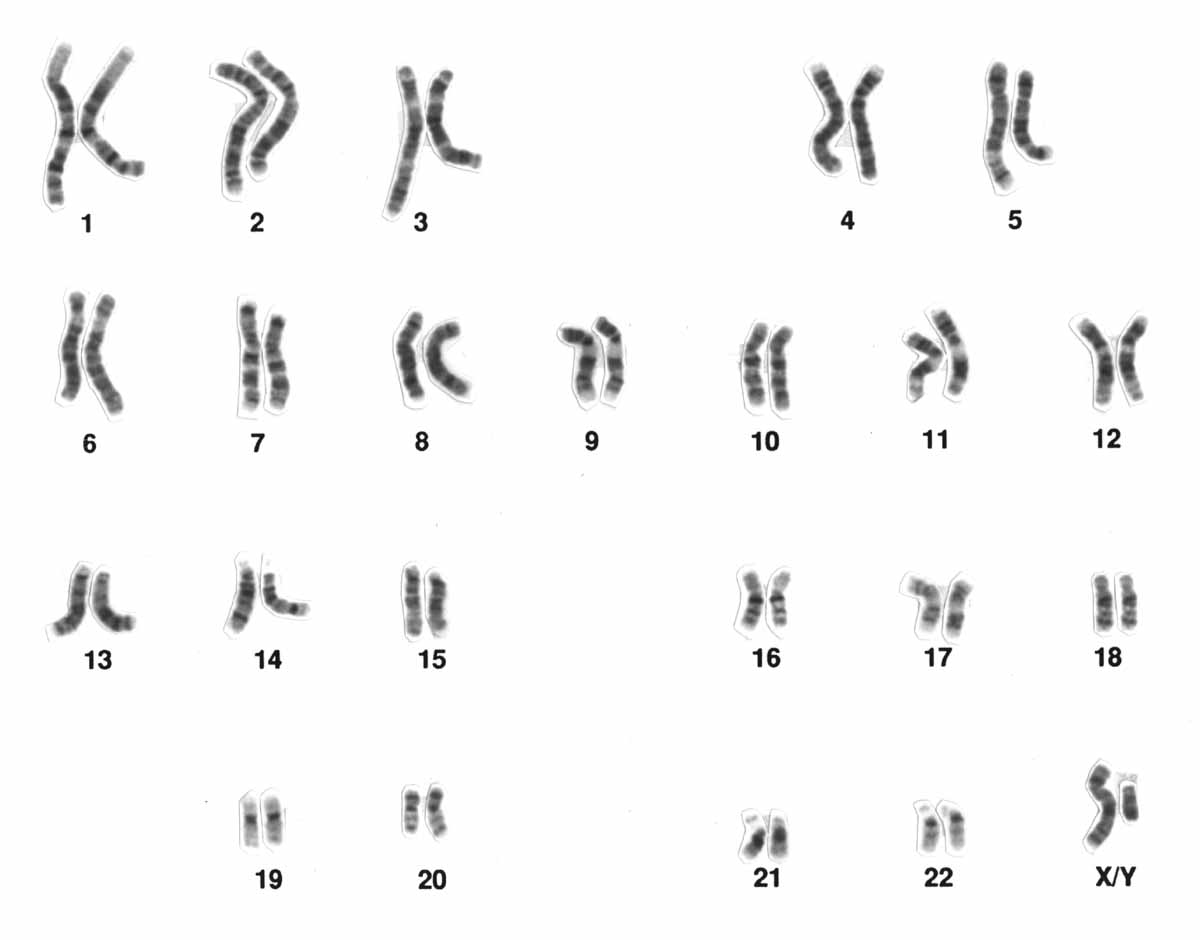
Die 46 Chromosomen des Menschen

Mit den auf dem Chromosom 13 befindlichen Genen werden folgende genetisch bedingte Krankheiten oder Symptome in Verbindung gebracht. Dies sind unter anderem:
- Brustkrebs
- Keratitis-Ichthyosis-Taubheitssyndrom[5]
- MODY Typ 3
- Morbus Wilson
- Pankreasagenesie
- Pätau-Syndrom (Trisomie 13)
- Retinoblastom
- Tourette-Syndrom
- Troyer-Syndrom
- Waardenburg-Syndrom